# کتاب‌شناسی فریدریش نیچه
این مقاله کتاب‌شناسی و یک فهرست از نوشته‌ها، کتاب‌ها و مقالات فریدریش نیچه است.

## آثار نیچه

### نوشته‌ها و فلاسفه
- Aus meinem Leben، 1858 (From My Life)
- Über Musik، ۱۸۵۸ (دربارهٔ موسیقی)
- ناپلئون سوم و همچنین پرزیدنت ، ۱۸۶۲ (ناپلئون سوم به عنوان رئیس‌جمهور)
- Fatum und Geschichte، ۱۸۶۲ (سرنوشت و تاریخ)
- Willensfreiheit und Fatum، ۱۸۶۲ (آزادی اراده و سرنوشت)
- Kann der Neidische je wahrhaft glücklich sein؟، ۱۸۶۳ (آیا حسادت همیشه می‌تواند واقعاً خوشحال باشد؟))
- Über Stimmungen، ۱۸۶۴ (در مورد حالت‌ها)
- Mein Leben، ۱۸۶۴ (زندگی من)
- Homer und die klassische Philologie، ۱۸۶۸ (هومر و فلسفه کلاسیک)
- Über die Zukunft unserer Bildungsanstalten، ۱۸۷۲ (دربارهٔ آینده و موسسه آموزشی ما)
- Fünf Vorreden zu fünf ungeschriebenen Bucchern، ۱۸۷۲ (پنج پیشگفتار در پنج کتاب نانوشته) شامل:

1. Onber das Pathos der Wahrheit (در مسیر صحیح حقیقت)
2. Gedanken über die Zukunft unserer Bildungsanstalten (اندیشه‌هایی دربارهٔ آینده موسسات آموزشی ما)
3. Der griechische Staat (دولت یونان)
4. Das Verhältnis der Schopenhauerischen Philosophie zu einer deutschen Cultur (رابطه بین فلسفه شوپنهاور و فرهنگ آلمان)
5. Homers Wettkampf (مسابقه هومر)

- Die Geburt der Tragödie، ۱۸۷۲ (تولد تراژدی)
- Über Wahrheit und Lüge im außermoralischen Sinn، ۱۸۷۳ (دربارهٔ حقیقت و دروغ در معنایی غیراخلاقی)
- Die Philosophie im tragischen Zeitalter der Griechen (فلسفه در عصر تراژیک یونانیان)
- Unzeitgemässe Betrachtungen (تأملات نابهنگام) شامل:

1. David Strauss: der Bekenner und der Schriftsteller، 1873 (David Strauss: the Confessor and the Writer)
2. Vom Nutzen und Nachtheil der Historie für das Leben، ۱۸۷۴ (دربارهٔ استفاده و سو Ab استفاده از تاریخ برای زندگی)
3. شوپنهاور آل ارزیهر، ۱۸۷۴ (شوپنهاور به عنوان مربی)
4. ریچارد واگنر در بایرویت، ۱۸۷۶

- Menschliches, Allzumenschliches، ۱۸۷۸ (انسان، انسان بیش از حد انسانی)
- Vermischte Meinungen und Sprüche، ۱۸۷۹ (انسانی زیادی انسانی افکار مختلف)
- Der Wanderer und sein Schatten، ۱۸۸۰ (انسانی زیادی انسانی)
- Morgenröthe، ۱۸۸۱ (سپیده‌دم)
- Die fröhliche Wissenschaft، ۱۸۸۲، ۱۸۸۷ (حکمت شادان)
- Zarathustra، 1883-5 (sphach چنین گفت زرتشت)
- Jenseits von Gut und Böse، ۱۸۸۶ (فراسوی نیک و بد)
- Zur Genealogie der Moral، ۱۸۸۷ (تبارشناسی اخلاق)
- Der Fall Wagner، ۱۸۸۸ (سرگذشت واگنر)
- Götzen-Dämmerung، ۱۸۸۸ (غروب بت‌ها)
- Der Antichrist، ۱۸۸۸ (دجال)
- اینک انسان، ۱۸۸۸
- نیچه در برابر واگنر، ۱۸۸۸
- Der Wille zur Macht، اولین بار در سال ۱۹۰۱ منتشر شد (اراده معطوف به قدرت، مجموعه ای پس از مرگ و انتخاب نت‌هایی که توسط خواهرش تنظیم شده‌است، که لزوماً نماینده نیچه نیست)
- من و خواهرم (به عنوان معتبر مورد اعتراض قرار گرفتیم، نوشته‌های ادعایی نیچه را پس از مرگ منتشر کردیم در حالی که در پایان زندگی او نهادینه شد)

### ترجمه‌های عمده به انگلیسی

#### درام موسیقی یونانی، ۱۸۷۰
- درام موسیقی یونانی، ترجمه پل بیشاپ، معرفی جیل مارسدن. مطبوعات Contra Mundum، ۲۰۱۳ ،شابک ‎۹۷۸۰۹۸۳۶۹۷۲۷۵

#### زایش تراژدی، ۱۸۷۲
- در: "نوشتارهای اساسی نیچه"، ترجمه. والتر کافمن، کتابخانه مدرن، ۲۰۰۰ ،شابک ‎۰-۶۷۹-۷۸۳۳۹-۳
- در: "زایش تراژدی و سایر نوشته ها"، ترجمه. رونالد اسپیرز ، انتشارات دانشگاه کمبریج، ۱۹۹۹ ،شابک ‎۰-۵۲۱-۶۳۹۸۷-۵ (همچنین شامل: "دیدگاه جهانی دیونیزیاً و "درمورد حقیقت و دروغ در معنایی غیراخلاقی")
- در: "تولد تراژدی و قضیه واگنر"، ترجمه. والتر کافمن، پرنعمت، ۱۹۶۷ ،شابک ‎۰-۳۹۴-۷۰۳۶۹-۳
- در: "تولد تراژدی و شجره نامه اخلاقیات"، ترجمه. Francis Golffing, Anchor Books، ۱۹۵۶،شابک ‎۰-۳۸۵-۰۹۲۱۰-۵
- ترانس. شان وایت ساید، کلاسیک‌های پنگوئن، ۱۹۹۴ ،شابک ‎۰-۱۴-۰۴۳۳۳۹-۲

## کتاب‌شناسی فارسی نیچه
۱. زایش تراژدی، سال ۱۸۷۲، برگردان رضا ولی‌یاری، نشر مرکز، ۲۳۴ صفحه
۲.  حکمت در عصر تراژیک یونان، ۱۸۷۳، برگردان کامبیز گوتن، انتشارات علمی و فرهنگی، ۱۳۲ص
۳.  تأمّلات نابهنگام، ۱۸۷۶–۱۸۷۳، برگردان رضا ولی‌یاری، نشر مرکز، ۳۸۲ص
۴. انسانی زیاده‌انسانی؛ کتابی برای جان‌های آزاده، ۱۸۷۸، برگردان ابوتراب سهراب و محمد محقق نیشابوری، نشر مرکز، ۴۷۶ص
۵. آواره و سایه‌اش (دنبالهٔ کتاب انسانی زیاده‌انسانی)، ۱۸۷۹، برگردان علی عبداللهی، نشر مرکز، ۲۵۸ص
۶. سپیده‌دمان، ۱۸۸۱، برگردان علی عبداللهی، نشر جامی، ۴۱۶ص
۷. حکمت شادان، ۱۸۸۲، برگردان جمال آل احمد و سعید کامران و حامد فولادوند، نشر جامی، ۴۰۷ص (این اثر با نام‌های «دانش طربناک/شاد/شادی‌بخش» نیز از سوی دیگران ترجمه شده‌است.)
۸. چنین گفت زرتشت؛ کتابی برای همه‌کس و هیچ‌کس، ۸۵–۱۸۸۳، برگردان منوچهر اسدی، نشر پرسش (به علاوهٔ ضمیمه در نقد ترجمهٔ داریوش آشوری - نشر آگه از این کتاب)، ۴۸۸ص+۱۴۰ص ضمیمه
۹.  فراسوی نیک و بد؛ پیش‌درآمد فلسفهٔ آینده، ۱۸۸۶، برگردان داریوش آشوری، انتشارات خوارزمی، ۳۰۲ص (این اثر با نام‌های «فراسوی/ورای خیر و شرّ» نیز از سوی دیگران ترجمه شده‌است.)
۱۰. تبارشناسی اخلاق، ۱۸۸۷، برگردان داریوش آشوری، نشر آگه، ۲۱۴ص
۱۱. غروب بتان؛ فلسفیدن با پتک، ۱۸۸۸، برگردان داریوش آشوری، نشر آگه، ۱۸۴ص
۱۲. دجّال، ۱۸۸۸، برگردان عبدالعلی دستغیب، نشر پرسش، ۱۵۶ص ((این اثر با نام‌های «ضد مسیح» و «مسیحاستیز» و «مصلوب» نیز از سوی دیگران ترجمه شده‌است.)
۱۳. قضیهٔ واگنر، ۱۸۸۸، برگردان رؤیا منجم، نشر پرسش، ۱۲۴ص
۱۴. نیچه در برابر واگنر، ۱۸۸۸، برگردان فانوس بهادروند، نشر عمران، ۱۳۶ص
۱۵. مستانه‌سرایی‌های دیونیزوسی، ۱۸۸۸
- - منتشره در کتاب زیر:
    - اکنون میان دو هیچ (مجموعهٔ اشعار نیچه از کتب گوناگون)، برگردان علی عبداللهی، نشر جامی، ۳۳۵ص

۱۶. اینک آن انسان؛ آدمی چگونه همان می‌شود که هست، ۱۸۸۸، برگردان بهروز صفدری، نشر بازتاب‌نگار، ۱۹۲ص (این اثر با نام‌های «این است انسان» و «آنک انسان» و «اینک آن مرد» نیز از سوی دیگران ترجمه شده‌است.)
۱۷. ارادهٔ معطوف به قدرت؛ جهدی در نقد مجدد تمام ارزش‌ها، ۱۸۸۸–۱۸۸۳، برگردان مجید شریف، نشر جامی، ۷۹۰ص
۱۸. آخرین یادداشت‌ها، ۱۸۸۸–۱۸۸۵، برگردان ایرج قانونی، انتشارات آگاه، ۴۷۸ص
۱۹. خواهرم و من (ترجمهٔ فارسی با عنوانِ نوشته‌های بی‌سرنوشت)، ۱۸۹۰–۱۸۸۹، نخستین انتشار: ۱۹۵۲، برگردان ابراهیم صدقیانی، نشر جامی، ۳۲۵ص
۲۰. واپسین شَطحیّات، ۱۸۹۷–۱۸۸۹ (از آغاز فلج مغزی نیچه در ۱۸۸۹ تا پیش از مرگ در ۱۹۰۰)، برگردان حامد فولادوند، نشر جامی، ۲۲۴ص
۲۱. نامه‌های نیچه، در پنج جلد، نخستین انتشار: ۱۹۰۹–۱۹۰۰
- - گزیده‌ای از نامه‌های نیچه در قالب دو کتاب زیر منتشر شده‌است:
    - ۱-۲۱. نامه‌های نیچه، برگردان مجید هوشنگی، نشر جامی، ۳۶۰ص
    - ۲-۲۱. لطفاً کتاب‌هایم را نخوان؛ نامه‌های نیچه به مادرش، برگردان علی عبداللهی، نشر ثالث، ۹۴ص

۲۲. نوشته‌های پراکندهٔ روزگار جوانی نیچه (پیش از سال ۱۸۷۶)؛ که در قالب سه کتاب زیر ترجمه شده‌است:
- - ۱-۲۲. میراث، دو جلدی، برگردان منوچهر اسدی، نشر پرسش، ۳۶۸ص
    - نمایش موسیقایی یونانی
    - سقراط و تراژدی
    - جهان‌بینی دیونیزوسی
    - زایش اندیشهٔ تراژیک
    - سقراط و تراژدی یونانی
    - دربارهٔ حقیقت و دروغ در مفهومی فرااخلاقی، ۱۸۷۳
    - دربارهٔ آیندهٔ نهادهای آموزشی ما (شش سخنرانی عمومی)
    - پنج پیشگفتار بر پنج کتاب نانوشته
      - دربارهٔ فاجعهٔ حقیقت، ۱۸۷۲
      - دربارهٔ آیندهٔ نهادهای آموزشی ما
      - حکومت یونانی
      - نسبت فلسفهٔ شوپنهاور با فرهنگ آلمانی
      - ستیزهٔ هومر

  - ۲-۲۲. کتاب فیلسوف؛ مطالعات نظری (آثار نویافته منسوب به نیچه)، سال‌های ۱۸۷۲، ۱۸۷۳، ۱۸۷۵، برگردان منوچهر اسدی، نشر پرسش، ۲۰۰ص
    - آخرین فیلسوفِ فیلسوف
      - تأملاتی در باب نزاع میان هنر و شناخت
      - یادداشت‌هایی دربارهٔ مقدمه
      - برنامه و طرح واپسین فیلسوف

    - آخرین فیلسوف-فیلسوف
      - ملاحظاتی درباب نبرد هنر و شناخت، ۱۸۷۲
      - طرح‌هایی مربوط به بهار ۱۸۷۳
      - فیلسوف چونان طبیب فرهنگ، ۱۸۷۳

    - درآمدی نظری بر دربارهٔ حقیقت و دروغ در مفهومی فرااخلاقی
      - طرح‌های اولیه
      - حقیقت

    - آخرین کارها مربوط به سال ۱۸۷۵
      - علم و حکمت در نبرد با یکدیگر
      - تأثیر سقراط

  - ۳-۲۲. فلسفه، معرفت و حقیقت، برگردان مراد فرهادپور، نشر هرمس، ۲۱۹ص
    - دربارهٔ فاجعهٔ حقیقت، ۱۸۷۲
    - فیلسوف چونان طبیب فرهنگ، ۱۸۷۳
    - دربارهٔ حقیقت و دروغ در مفهومی فرااخلاقی، ۱۸۷۳
    - پیش‌نویس‌ها
    - فلسفه در زمانهٔ عُسرَت